# Połaki
Połaki (maced. Полаки) – wieś w północno-wschodniej Macedonii Północnej, w gminie Koczani.